# ميكي ميرفي
ميكي ميرفي (بالإنجليزية: Mickey Murphy)‏ هو لاعب كرة القدم الغالية بريطاني، ولد في 28 أكتوبر 1985 في دانغنون ‏ في المملكة المتحدة.